# Martinus Niewindt
Martinus Joannes Niewindt (Amsterdam, 17 mei 1796 - Willemstad, 12 januari 1860) was een Nederlands geestelijke van de Rooms-Katholieke Kerk en de eerste apostolisch vicaris van kolonie Curaçao en Onderhorigheden.

## Opleiding
Na het gymnasium doorliep Niewindt het grootseminarie van Warmond, onder leiding van onder meer baron de Wijkerslooth. In 1819 ontving hij het diaconaat en werd hij in Münster tot priester gewijd. Tussen 1819 en 1824 was hij kapelaan in de Franse Kerk in Amsterdam. 

## Carrière
In 1824 benoemde de Congregatie tot Voortplanting des Geloofs Niewindt tot apostolisch prefect van Curaçao, aanvankelijk voor vijf jaar. Toen in 1842 de apostolische prefectuur werd omgezet in een apostolisch vicariaat, werd Niewindt apostolisch vicaris van Curaçao en benoemd tot titulair bisschop van Chytri. De bisschopswijding vond plaats in 1843. Niewindt vervulde het ambt van vicaris tot zijn dood in 1860.

## Bijdragen
Op Curaçao zette Niewindt zich in voor een betere behandeling van de slaven en begon met hun alfabetisering. In 1842 haalde hij de Zusters van Roosendaal naar Curaçao voor het geven van onderwijs. Verder zette hij ziekenverpleging en zorg voor melaatsen en geesteszieken op poten. Ook droeg hij belangrijk bij aan de ontwikkeling van het Papiaments door zijn vertaling van de Catecismo Corticu en de publicatie van andere religieuze teksten in het Papiaments.

## Eretitels
Niewindt werd in 1840 door Paus Gregorius XVI benoemd tot kamerheer van de paus. Twee jaren later volgde de benoeming tot ridder in de Orde van de Nederlandse Leeuw.